# Соналинський сільський округ
Сонали́нський сільський округ (каз. Соналы ауылдық округі, рос. Соналинский сельский округ) — адміністративна одиниця у складі Нуринського району Карагандинської області Казахстану. Адміністративний центр та єдиний населений пункт — село Сонали.
Населення — 122 особи (2021; 219 у 2009, 634 у 1999, 1103 у 1989).
Станом на 1989 рік існувала Соналинська сільська рада (села Баянбай, Казгурт, Косарал, Сонали). 2007 року були ліквідовані села Баянбай, Казикурт, Косарал.

## Склад
До складу округу входять такі населені пункти:
| Населений пункт | Населення, осіб (1989) | Населення, осіб (1999) | Населення, осіб (2009) | Населення, осіб (2021) |
| --------------- | ---------------------- | ---------------------- | ---------------------- | ---------------------- |
| Баянбай, село   | 123                    | 47                     | -                      | -                      |
| Казикурт, село  | 73                     | 82                     | -                      | -                      |
| Косарал, село   | 135                    | 96                     | -                      | -                      |
| Сонали, село    | 772                    | 409                    | 219                    | 122                    |